# Jefferson City, Missouri
Jefferson City là một thành phố quận lỵ quận Cole trong tiểu bang Missouri, Hoa Kỳ. Thành phố còn tọa lạc ở quận Callaway. Thành phố có diện tích km2, dân số theo ước tính 2008 của Cục điều tra dân số Hoa Kỳ là 40.771 người. Jefferson City được đặt tên theo Thomas Jefferson, tổng thống thứ ba của Hoa Kỳ.